# Lilliestierna
Lilliestierna är en svensk adelssläkt ursprungligen från Stockholm, med samma namn som den äldre utslocknaden adelsätten nr 427, från vilken den yngre nu levande släkten med nummer 888 kanske härstammar. Ätterna har olika vapensköldar.
| ”                                               | Skiölden af blått feldt, hvaruti äre tvenne gohla stiernor öfver hvar andra emellan tvenne hvijta lillior på hvardera sijdan. Ofvan på skiölden en öpen tornerhielm och löffverket theromkring rödt och blått om hvart annat, men åfvan på hielmen är et upstående grönt ankar emellan tvenne strussfiedrar, then högre blå och then på venster röd, alldeles som samma skiöldemerke med dheras rätta färgor här hoos afmåhlat ståår | „ |
| – Riksregistratur 1675 september, fol. 602. RA. | |   |
Äldste kände stamfadern för den andra släkten är Olof Person som var rådman i Stockholm. Hans hustru Christina Bjugg var dotter till befallningsmannen på Stockholms slott Nils Bjugg och det har antagits att de var släkt med föregående ätt, vilken  härstammade från borgmästaren i Stockholm Bo Bjugg, far till Jöns Bosson Bjugg, som efter diverse uppdrag i kronans tjänst adlades 1648 med namnet Lilliestierna (427) men dog utan barn varpå ätten utslocknade.
Olof Perssons och Christina Bjuggs son, sekreteraren vid regeringens kansli i Bremen och sedermera protokollsekreteraren vid Kungliga kansliet i Stockholm, Andreas Biugg (1631–1679), adlades i september 1675 i Uppsala av Karl XI med namnet Lilliestierna. Ätten introducerades i februari 1678 på nr 888.
Andreas Lilliestierna hade före sin utnämning utfört åtskilliga insatser för kronan. Bland annat omnämns och äras han för sitt mod och sina bedrifter under ambassadör greve Schlippenbachs olycksaliga sjöresa med krononskeppet "Resande Man" i november 1660. Skeppet som avseglade från Stockholm den 22 november med destination Danzig kom aldrig längre än utanför Landsort där det under natten till den 23 november 1660 förliste. Lilliestierna som för tiden tjänstgjorde som legationssekreterare under greven övertog befälet över livräddningsaktionen då både kaptenen och greven försvunnit över bord och styrman saknades. Ätten uppflyttades 1778 i den då återinrättade andra klassen, riddarklassen.
Hustru till Andreas Lilliestierna var Catharina Beata Tönnek vars mor tillhörde släkten von Galen. Äldste sonen Carl Gustaf fick en son som dog i pesten samt en dotter, och slöt själv sin ättegren. En dotter, Sofia Christina Lilliestierna, gifte sig med Palm Rigeman och blev ägare av Surahammars bruk, och dottern Hedvig gifte sig Klingenstierna.
Henrik Gerhard Lilliestierna, son till Andreas Lilliestierna, var generalauditör och högste juridiska rådgivare åt kung Karl XII. Trots befattningen var Lilliestierna stridande, blev tillfångatagen och dog i rysk fångenskap efter nederlaget i Poltava 1709. Innan dess hade han gift sig med Maria Elisabeth Günther och fått flera barn med henne. Från dem härstammar den fortlevande ätten.
En annan mer bemärkt person av släkten är Carl Lilliestierna.
Ätten ägde först fideikommisset Edö utanför Askersund som Adolf Gerhard Lilliestierna under början av 1800-talet bytte mot Stora Ek utanför Mariestad i Västergötland.